# Marina Lubian
Marina Lubian (Moncalieri, 11 aprile 2000) è una pallavolista italiana, centrale dell'Imoco.

## Carriera

### Club
La carriera di Marina Lubian inizia nella Lilliput di Settimo Torinese, squadra con cui arriva a disputare la Serie A2 nella stagione 2015-16.
Nel campionato 2016-17 entra a far parte della squadra federale del Club Italia, in Serie A1: resta nello stesso club nella stagione 2017-18 quando gioca in Serie A2 e in quella 2018-19 quando ritorna in Serie A1.
Resta nella massima divisione italiana anche per l'annata 2019-20, quando viene ingaggiata dalla Savino Del Bene di Scandicci, con cui vince la Challenge Cup 2021-22; dopo un triennio in Toscana, dalla stagione 2022-23 si trasferisce all'Imoco, conquistando tre Supercoppe italiane, due campionati mondiali per club, tre Coppe Italia, tre scudetti e due Champions League.

### Nazionale
Dal 2015 al 2018 viene convocata nella nazionale italiana under 18, con la quale, nel 2015, conquista la medaglia d'oro al campionato mondiale e, nel 2017, quella d'argento al campionato europeo e quella d'oro al campionato mondiale. Dal 2016 al 2018 è nella nazionale under 19, nel 2016 in quella under 23 e dal 2017 al 2019 in quella under 20, con cui vince la medaglia d'argento al campionato mondiale 2019.
Nel 2018 esordisce nella nazionale maggiore, con cui conquista, nello stesso anno, la medaglia d'argento al campionato mondiale. Nel 2022 vince la medaglia d'oro alla Volleyball Nations League e quella di bronzo al campionato mondiale mentre nel 2024 bissa l'oro alla Volleyball Nations League e mette al collo lo stesso metallo ai Giochi della XXXIII Olimpiade di Parigi.

## Palmarès

### Club
- Campionato italiano: 3

2022-23, 2023-24, 2024-25
- Coppa Italia: 3

2022-23, 2023-24, 2024-25
- Supercoppa italiana: 3

2022, 2023, 2024
- Campionato mondiale per club: 2

2022, 2024
- CEV Champions League: 2

2023-24, 2024-25
- Challenge Cup: 1

2021-22

### Nazionale (competizioni minori)
- Campionato mondiale under 18 2015
- Campionato europeo under 18 2017
- Campionato mondiale under 18 2017
- Montreux Volley Masters 2018
- Campionato mondiale under 20 2019

### Premi individuali
- 2023 - Campionato europeo: Miglior centrale
- 2025 - Champions League: Miglior centrale[23]